# 1972年のバレーボール
1972年のバレーボール（1972ねんのバレーボール）では、1972年（昭和47年）のバレーボール関連の出来事をまとめる。

## できごと
- 4月3日 - 学園ドラマ『青春をつっ走れ』放送開始。
- 4月23日 - アニメドキュメント『ミュンヘンへの道』放送開始。
- 8月 - 「バレー日本」（日本スポーツ出版社）が創刊。
- 11月22日 - ミュンヘン五輪バレーボール男子日本代表チームのアマチュア規定違反問題について日本体育協会が事情聴取。
- 11月30日 - ミュンヘン五輪バレーボール男子日本代表チームのアマチュア規定違反問題で日本バレーボール協会の会長を除く全執行委員が辞任。
- 警視庁特殊車両隊にバレーボール部が発足（現・警視庁フォートファイターズ）。
- アフリカバレーボール連盟が設立。
- FIVB加盟（その14） - ガンビア、スーダン、ソマリア、ナイジェリアの4カ国。

## 国際大会
- ミュンヘン五輪
  - 男子
    - 金メダル： 日本
    - 銀メダル： 東ドイツ
    - 銅メダル： ソビエト連邦

  - 女子
    - 金メダル： ソビエト連邦
    - 銀メダル： 日本
    - 銅メダル： 北朝鮮

## 国内大会

### 日本
- 第5回日本リーグ
  - 男子
    - 1位：松下電器
    - 2位：日本鋼管
    - 3位：富士フイルム
    - MVP：横田忠義

  - 女子
    - 1位：ユニチカ貝塚
    - 2位：ヤシカ
    - 3位：日立武蔵
    - MVP：松村勝美

- 全日本総合選手権
  - 男子6人制
    - 決勝 : 日本鋼管 3-1 松下電器

  - 女子6人制
    - 決勝 : ヤシカ 3-1 ユニチカ貝塚

  - 男子9人制
    - 決勝 : 旭化成延岡 2-1 九州電力福岡

  - 女子9人制
    - 決勝 : 日清紡能登川 2-1 電々岡山

- 全日本総合選手権
  - 男子
    - 1位：住友軽金属
    - 2位：住友金属
    - 3位：松下電器

  - 女子
    - 1位：日立武蔵
    - 2位：三洋電機
    - 3位：ヤシカ

## 誕生
- 2月17日 - ロイ・ボール
- 3月23日 - エフゲーニ・ミトコフ
- 4月3日 - ジュラ・メシュテル
- 4月14日 - ハムディ・アワド
- 6月26日 - 多治見麻子
- 7月12日 - 江藤直美
- 8月1日 - 南裕之
- 10月1日 - ダニエル・スコット
- 10月15日 - 大貫美奈子
- 12月5日 - 平野信孝
- 12月13日 - 坂本久美子
- 12月27日 - 末国愛里